# Dominique Labourier
Dominique Labourier (Reims, 29 de abril de 1943) es una actriz francesa. Es más conocida fuera de Francia por interpretar a Julie en la película de Jacques Rivette Celine y Julie van en barco (Céline et Julie vont en bateau, 1974). Ha aparecido en más de 40 películas desde 1968.

## Biografía
Dominique Labourier debutó en televisión en 1967, con Claude Jade: las jóvenes actrices interpretaron a las hermanas Massonneau en la popular telenovela Les Oiseaux rares de Jean Dewever. Después de esto, Labourier desempeñó el papel principal de Prue en Sarn, la primera película para televisión de Claude Santelli. Luego, Santelli la contrató para Le Malade imaginaire (1971) y Histoire d'une fille de ferme (1973). Tuvo cierto éxito en los años 1970, en el cine de autor. Su primera película, y la que es considerada la más importante, es Beau Masque (1972) de Bernard Paul, donde interpreta a la activista Pierrette, pero es el papel de Julie, amiga de Juliet Berto, en Celine y Julie van en barco de Jacques Rivette la que la hizo famosa fuera de Francia. También es Marthe, la esposa engañada por Gérard Depardieu, en Ladrón, marido y amante de Claude Goretta. Labourier es recordada también por su papel de Marguerite en Jonas qui aura 25 ans en l'an 2000 de Alain Tanner. Actuó varias veces bajo la dirección de Jacques Rouffio para La Passante du Sans-Souci con Romy Schneider y Michel Piccoli, L'Etat de grace con Nicole Garcia y Sami Frey y L'Orchestre rouge con Claude Brasseur y Daniel Olbrychski.
Con menos papeles en el cine durante la década siguiente, regresó a la televisión, en papeles como el de la esposa de Jean Carmet en Eugénie Grandet (1994), donde coincidió de nuevo con Claude Jade. El director de esta película, Jean-Daniel Verhaeghe, volvió a contratarla diez años después para Le Père Goriot. Goretta, en 2001, le dio un papel en Thérèse et Léon, una película para televisión con Claude Rich. En 2014, Labourier interpretó a la madre de Marina Foïs en la película Tiens-toi hetero.

## Filmografía seleccionada
- Los pájaros raros (1967)
- Le Petit Théâtre de Jean Renoir (1970)
- Ça n'arrive qu'aux autres (1971)
- Beau Masque (1972)
- Celine y Julie van en barco (1974)
- Jonas qui aura 25 ans en l'an 2000 (1976)
- La ciudad de las mujeres (1980)
- Testimonio de mujer (1982)
- L'État de grace (1986)
- Eugénie Grandet (1994)
- El tiempo recobrado (1999)
- Les Blessures assassines (2000)